# ’N Sync
'N Sync (також *NSYNC) — американський бой-бенд з міста Орландо, який досяг приголомшливого успіху на американському музичному ринку в кінці 1990-х рр.

## Історія
Був сформований в Орландо (Флорида) в 1995 році. Назва гурту складена з останніх букв імен учасників — Justin, Chris, Joey, Lansten і JC. Прорив в хіт-парадах відбувся через чотири роки, коли вони пішли до продюсера, який займався розкруткою їх основних суперників — Backstreet Boys. Реліз дебютного синглу «I Want You Back» відбувся 7 жовтня 1996 року в Німеччині, де він потрапив в десятку хіт-параду і протримався там кілька тижнів, після чого були випущені ще 2 успішних сингли. Їх дебютний альбом «* NSYNC» вийшов 26 травня 1997 в Німеччині та протягом 2-х тижнів дістався до першого місця хіт-парадів. Підліткова істерія навколо 'N Sync досягла піку в березні 2000 року, коли їх новий альбом No Strings Attached за перший же тиждень реалізований тиражем у 2,4 мільйона і став на той момент самим швидко продаваним альбомом в історії популярної музики.
Гурт хоч і мав певну популярність серед пострадянської аудиторії, все ж значно поступався своїм традиційним конкурентам Backstreet Boys і на українському ринку так і не перевершив їхню популярність.
З 2002 року фронтмен гурту — Джастін Тімберлейк — зайнявся сольною кар'єрою, в результаті чого гурт не випускав нових записів. Інший помітний учасник — Ленс Басс — оголосив про свою гомосексуальність і уклав цивільний союз зі своїм партнером.
30 квітня 2018 року гурт був відзначений зіркою на Голлівудській «Алеї слави». Пам'ятний знак розташований поруч із зірками гурту Backstreet Boys, New Kids on the Block і New Edition.
Несподіванне повернення популярності гурту відбулося у 2024 році, після того як їхня композиція Bye Bye Bye прозвучала у супергеройському бойовику Шона Леві "Дедпул і Росомаха". Після того у різдвяні чарти повернулася пісня Merry Christmas, Happy Holidays, яка піднялася до 106 місця у Billboard Global 200.

### Возз'єднання
25 серпня 2013 року відбулося двохвилинне возз'єднання гурту на сцені премії MTV Video Music Awards. Приводом цього стало вручення Джастіну Тімберлейку нагороди імені Майкла Джексона за його внесок в музичні відеокліпи.
Було виконано попурі з пісень: «Gone», «Girlfriend» і хіта «Bye Bye Bye».

## Склад
- Джастін Тімберлейк — тенор, лідируючий вокал
- Джейсі Чейзес[en] — тенор, провідний вокал
- Ленс Басс[ru] — бас, бек-вокал
- Джоуї Фетоун[en] — баритон, бек-вокал
- Кріс Кіркпатрік[en] — контратенор, бек-вокал

## Дискографія

### Альбоми
- 1997 — * NSYNC '
- 2000 — No Strings Attached
- 2001 — Celebrity

### Сингли
- I Want You Back — 1996
- Tearin 'Up My Heart — 1997
- Here We Go — 1997
- For the Girl Who Has Everything — 1997
- Together Again — 1997
- (God Must Have Spent) A Little More Time on You — 1998
- U Drive Me Crazy — 1998
- Merry Christmas, Happy Holidays — 1998
- Thinking of You (I Drive Myself Crazy) — 1999
- Music of My Heart (дует з Глорія Естефан) — 1999
- Bye Bye Bye — 2000
- It's Gonna Be Me — 2000
- I'll Never Stop — 2000
- This I Promise You — 2000
- I Believe In You (дует з Joe) — 2001
- Pop — 2001
- Gone — 2001
- Girlfriend (дует з Nelly) — 2002

## Відеографія

### Відеоальбоми
- We Are * NSYNC (13.09.1997)
- N The Mix (24.08.1999)
- Live From Madison Square Garden (21.10.2000)
- Making The Tour (07.09.2001)
- Popoddysey Live (20.05.2002)
- Most Requested Hit Videos (10.02.2003)